# Parque Ciudad de los Ángeles
El Parque Ciudad de Los Ángeles es el parque más grande del barrio Ciudad de Los Ángeles. El parque se encuentra en Madrid, al sur de la ciudad, en el distrito de Villaverde.
Fue inaugurado el sábado 13 de mayo de 1978 por el alcalde de Unión y centro democrático don José Luis Álvarez. Se sitúa en el espacio interior de la manzana formada entre las calles Anoeta, Alegría de la Huerta y La del Manojo de Rosas.
Tiene una superficie de 32 503 metros cuadrados, prácticamente llanos, dado que el terreno en el que se ha construido es totalmente regular. De esta extensión, 13 691 metros cuadrados están destinados a plantaciones, en tanto que 8574 lo son de zona pavimentada. En la zona ajardinada han sido plantados un total de 410 árboles de hoja caduca, provenientes todos ellos de los viveros municipales.
En este parque se celebraban las fiestas del barrio antes de que fueran reunidas todas las fiestas del distrito de Villaverde a una sola y transferidas a la zona de la Gran Vía de Villaverde a la altura de la estación de Cercanías de Villaverde Bajo. En su disposición tradicional este parque se empleaba como recinto ferial, y se colocaban las atracciones de feria en el extremo sur del mismo, en la Calle Anoeta. 
Este parque es el lugar de la Ciudad de Los Ángeles donde se concentra más gente, a llevar a los niños al parque, o a pasear, a tumbarse en la hierba, o a sentarse en un banco. Cuenta con un parque infantil, canchas de baloncesto, una pista, anchas aceras, un lugar para hacer estiramientos situado al noreste del parque, mesas en esa misma zona.